# Perossiacilnitrati

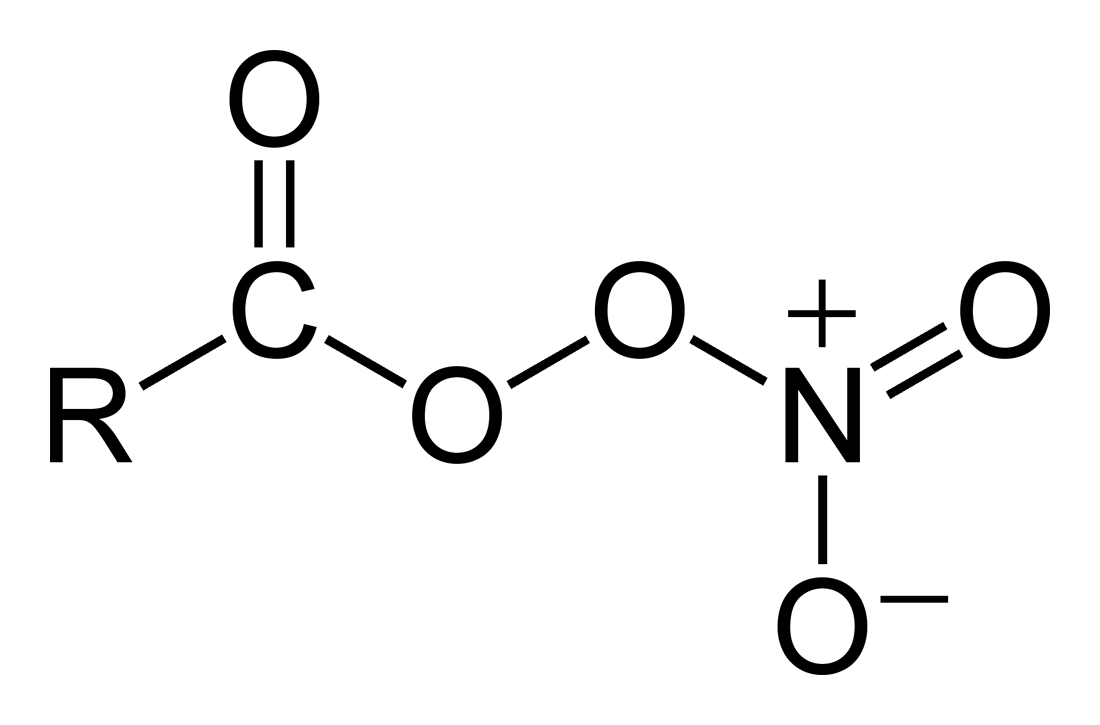
Struttura generale di un perossiacilnitrato.

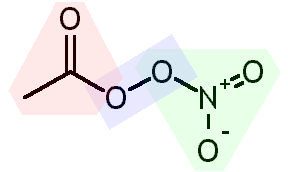
Molecola di perossiacetilnitrato, la più semplice della categoria.

I perossiacetilnitrati sono composti irritanti per gli occhi e le vie respiratorie presenti nello smog fotochimico. Sono inquinanti secondari, ovvero non sono direttamente immessi in atmosfera, ma si formano tramite reazioni radicaliche, in presenza di ossidi di azoto. A causa del loro tempo di vita molto lungo alle basse temperature, i perossiacetilnitrati assumono un ruolo molto importante nel trasporto degli ossidi di azoto antropogenici su lunghe distanze. Ad alte concentrazioni possono provocare seri danni alla vegetazione.